# Marcel Bonnot
Pour les articles homonymes, voir Bonnot.
Marcel Bonnot, né le 24 mai 1946 à Rémondans-Vaivre (Doubs), est un homme politique français, avocat de profession.

## Biographie
Il est élu député le 16 juin 2002, pour la XIIe législature (2002-2007), dans la troisième circonscription du Doubs. Il fait partie du groupe UMP. Il est réélu en juin 2007. Le 17 juin 2012, il est une troisième fois élu député dans la troisième circonscription du Doubs.
Lors du congrès de l'UMP d'automne 2012, il soutient la candidature de François Fillon et la motion « Le gaullisme, une voie d’avenir pour la France ».
Il soutient François Fillon pour la primaire présidentielle des Républicains de 2016.

## Mandats
- 1er janvier 1970 - 6 mars 1983 : Maire de Rémondans-Vaivre
- Communauté d'agglomération du Pays-de-Montbéliard
- du 30 décembre 1998 au 16 mars 2008 (Vice-président)
- 16 mars 1998 - 15 juillet 2002 : Vice-Président du Conseil régional de Franche-Comté
- 19 juin 2002 - 19 juin 2007 : Député de la 3e circonscription du Doubs, pour l'UMP
- 2001 - 2008 : Adjoint au Maire de Montbéliard (Doubs), Louis Souvet.
- 20 juin 2007 - 19 juin 2012 : Réélu député de la 3e Circonscription du Doubs.
- Depuis 2010 : Conseiller régional de Franche-Comté

20 juin 2012 - 20 juin 2017 : député de la 3e Circonscription du Doubs.
- Depuis 2014 : Adjoint au Maire de Montbéliard (Doubs), Marie-Noëlle Biguinet.
- 17 avril 2014 - 10 juillet 2015 : Président de Pays de Montbéliard Agglomération.